# Bill Young (politico)
Charles William Young, detto Bill (Harmar, 16 dicembre 1930 – Bethesda, 18 ottobre 2013), è stato un politico statunitense, membro della Camera dei Rappresentanti per lo stato della Florida.

## Biografia
Nato in Pennsylvania, Young si trasferì da ragazzo in Florida e dopo il servizio militare trovò impiego come agente assicurativo.
Successivamente si dedicò alla politica con il Partito Repubblicano e nel 1960 venne eletto all'interno della legislatura statale della Florida. Dieci anni dopo ottenne un seggio alla Camera dei Rappresentanti e da allora venne sempre riconfermato dagli elettori con ampio consenso, sebbene cambiò distretto congressuale tre volte. Morì nel 2013 all'età di quasi 83 anni, mentre era ancora in carica come deputato.
Young si sposò due volte ed ebbe cinque figli, tre dalla prima moglie e due dalla seconda.